# Lista de ex-colônias europeias na África
Com o pseudónimo de Quintal da Europa, a África tem uma enorme herança de ocupação europeia iniciada no litoral africano antes de 1505 através das navegações. Após a Segunda Guerra Mundial com a Europa destruída pela derrota da Alemanha e do nazismo como um todo na Europa, os movimentos de emancipação eclodiram nas colónias africanas.
| País atual                                                                    | Ano de independência | Ex-colónia de               | Ano da ocupação |
| ----------------------------------------------------------------------------- | -------------------- | --------------------------- | --------------- |
| Província do Cabo (não é um país, mas era uma colônia europeia)/África do Sul | 1910                 | Países Baixos/Reino Unido   |                 |
| Egipto                                                                        | 1922                 | Reino Unido                 | 1914            |
| Líbia                                                                         | 1951                 | Itália                      | 1912            |
| Sudão                                                                         | 1956                 | Reino Unido                 | 1889            |
| Marrocos                                                                      | 1956                 | Espanha/França              | 1912            |
| Tunísia                                                                       | 1956                 | França                      | 1881            |
| Madagáscar                                                                    | 1960                 | França                      | 1642            |
| Costa do Marfim                                                               | 1960                 | França                      | 1893            |
| Congo                                                                         | 1960                 | França                      | 1908            |
| Chade                                                                         | 1960                 | França                      | 1909            |
| Mali                                                                          | 1960                 | França                      | 1909            |
| Mauritânia                                                                    | 1960                 | França                      | 1909            |
| Níger                                                                         | 1960                 | França                      | 1909            |
| Togo                                                                          | 1960                 | Alemanha/França             | 1884            |
| Nigéria                                                                       | 1960                 | Alemanha/Reino Unido,França | 1900            |
| Serra Leoa                                                                    | 1961                 | Reino Unido                 | 1866            |
| Somália                                                                       | 1961                 | Itália/Reino Unido          | 1889            |
| Tanzânia                                                                      | 1961                 | Alemanha/Reino Unido        | 1895            |
| Quénia                                                                        | 1963                 | Itália/Reino Unido          | 1890            |
| Zâmbia                                                                        | 1964                 | Reino Unido                 | 1889            |
| Gâmbia                                                                        | 1965                 | Reino Unido                 | 1816            |
| Gâmbia                                                                        | 1965                 | França                      | 1885            |
| Zimbabue                                                                      | 1965                 | Reino Unido                 | 1889            |
| Guiné-Bissau                                                                  | 1974                 | Portugal                    | 1588            |
| São Tomé e Príncipe                                                           | 1975                 | Portugal                    | 1470            |
| Moçambique                                                                    | 1975                 | Portugal                    | 1505            |
| Angola                                                                        | 1975                 | Portugal                    | 1575            |
| Namíbia                                                                       | 1990                 | Alemanha/Reino Unido        | 1878            |
|                                                                               |                      |                             |                 |